# هوه جون
هوه جون (هانغل: 허준) هو مبارز بالسيف كوري جنوبي، ولد في 31 مايو 1988 في سول في كوريا الجنوبية.

## وصلات خارجية
- هوه جون على موقع الاتحاد الدولي للمبارزة (الإنجليزية)
- هوه جون على موقع اللجنة الأولمبية الدولية (الإنجليزية)
- هوه جون على موقع أوليمبيديا (الإنجليزية)